# Ounianga-Kebir
Ounianga-Kebir (in arabo أونيانغا كبير) è un comune del Ciad situato nel dipartimento di Lac-Ounianga, provincia di Ennedi Ovest
È capoluogo del dipartimento. 